# Ctenognophos eolaria
Ctenognophos eolaria är en fjärilsart som beskrevs av Achille Guenée 1858. Ctenognophos eolaria ingår i släktet Ctenognophos och familjen mätare. Inga underarter finns listade i Catalogue of Life.